# Modo normal

Varios modos normales de una red unidimensional.

Un modo normal de un sistema oscilatorio es un patrón de movimiento en el cual todos sus componentes oscilan en forma senoidal con la misma frecuencia y una relación constante entre sus fases. Normalmente existe un conjunto discreto de frecuencias características del sistema, denominadas frecuencias naturales o frecuencias resonantes. Un objeto físico, tal como un edificio, un puente, o una molécula; tienen un conjunto de modos normales, cada uno con su frecuencia característica, que dependen de su estructura, materiales y condiciones de contorno. 
Es usual utilizar un sistema formado por masas y resortes para ilustrar el comportamiento de una estructura deformable. Cuando este tipo de sistema es excitado en una de sus frecuencias naturales, todas las masas se mueven con la misma frecuencia. Las fases de las masas son exactamente las mismas o exactamente las contrarias. El significado práctico puede ser ilustrado mediante un modelo de masa y resorte de un edificio. Si un terremoto excita al sistema con una frecuencia próxima a una de las frecuencias naturales el desplazamiento de un piso (nivel) respecto de otro será máximo. Obviamente, los edificios solo pueden soportar desplazamientos de hasta una cierta magnitud. Ser capaz de representar un edificio y encontrar sus modos normales es una forma fácil de verificar si el diseño del edificio es seguro. El concepto de modos normales también es aplicable en teoría ondulatoria, óptica y mecánica cuántica.

## Ejemplo - modos normales de osciladores acoplados
Sean dos cuerpos (no afectados por la gravedad), cada uno de ellos de masa M, vinculados a tres resortes con constante característica K. Los mismos se encuentran vinculados de la siguiente manera:
donde los puntos en ambos extremos están fijos y no se pueden desplazar. Se utiliza la variable x1(t) para identificar el desplazamiento de la masa de la izquierda, y x2(t) para identificar el desplazamiento de la masa de la derecha.
Si se indica la derivada segunda de x(t) con respecto al tiempo como x″, las ecuaciones de movimientos son:
{\displaystyle Mx_{1}''=-K(x_{1})-K(x_{1}-x_{2})\,}
{\displaystyle Mx_{2}''=-K(x_{2})-K(x_{2}-x_{1})\,}
Se prueba una solución del tipo:
{\displaystyle x_{1}(t)=A_{1}e^{i\omega t}\,}
{\displaystyle x_{2}(t)=A_{2}e^{i\omega t}\,}
Sustituyendo estas en las ecuaciones de movimiento se obtiene:
{\displaystyle -\omega ^{2}MA_{1}e^{i\omega t}=-2KA_{1}e^{i\omega t}+KA_{2}e^{i\omega t}\,}
{\displaystyle -\omega ^{2}MA_{2}e^{i\omega t}=KA_{1}e^{i\omega t}-2KA_{2}e^{i\omega t}\,}
dado que el factor exponencial es común a todos los términos, se puede omitir y simplificar la expresión:
{\displaystyle (\omega ^{2}M-2K)A_{1}+KA_{2}=0\,}
{\displaystyle KA_{1}+(\omega ^{2}M-2K)A_{2}=0\,}
Lo que en notación matricial es:
{\displaystyle {\begin{bmatrix}\omega ^{2}M-2K&K\\K&\omega ^{2}M-2K\end{bmatrix}}{\begin{pmatrix}A_{1}\\A_{2}\end{pmatrix}}=0}
Para que esta ecuación tenga más solución que la solución trivial, la matriz de la izquierda debe ser singular, por lo tanto el determinante de la matriz debe ser igual a cero, por lo tanto:
{\displaystyle (\omega ^{2}M-2K)^{2}-K^{2}=0\,}
Resolviendo para {\displaystyle \omega }, existen dos soluciones:
{\displaystyle \omega _{1}={\sqrt {\frac {K}{M}}}} \,
{\displaystyle \omega _{2}={\sqrt {\frac {3K}{M}}}} \,
Si se substituye {\displaystyle \omega _{1}} en la matriz y se resuelve para ({\displaystyle A_{1},A_{2}}), se obtiene (1, 1). Si se substituye {\displaystyle \omega _{2}}, se obtiene
(1, -1). (Estos vectores son autovectores (o eigenvectors), y las frecuencias se denominan autovalores, (o eigenvalues).)
El primer modo normal es:
{\displaystyle {\begin{pmatrix}x_{1}(t)\\x_{2}(t)\end{pmatrix}}=c_{1}{\begin{pmatrix}1\\1\end{pmatrix}}\cos {(\omega _{1}t+\phi _{1})}}
y el segundo modo normal es:
{\displaystyle {\begin{pmatrix}x_{1}(t)\\x_{2}(t)\end{pmatrix}}=c_{2}{\begin{pmatrix}1\\-1\end{pmatrix}}\cos {(\omega _{2}t+\phi _{2})}}
La solución general es una superposición de los modos normales donde c1, c2, φ1, y φ2, son determinados por las condiciones iniciales del problema.
El proceso demostrado aquí puede ser generalizado utilizando el formalismo de la mecánica lagrangiana o el de la mecánica hamiltoniana.

## Ondas estacionarias
Una onda estacionaria es una forma continua de modo normal. En una onda estacionaria, todos los elementos del espacio (o sea las coordenadas (x,y,z)) oscilan con la misma frecuencia y en fase (alcanzando el punto de equilibrio juntas), pero cada una de ellas con una amplitud diferente.
La forma general de una onda estacionaria es:
{\displaystyle \Psi (t)=f(x,y,z)(A\cos(\omega t)+B\sin(\omega t))\,}
donde f(x, y, z) representan la dependencia de la amplitud con la posición y el seno y coseno son las oscilaciones en el transcurso del tiempo.

Onda estacionaria generada por la superposición (suma) de dos ondas viajeras. Se observa la onda estacionaria en color negro, la onda de color celeste se desplaza hacia la derecha, mientras que la onda de color rojo se desplaza hacia la izquierda. En cada punto e instante de tiempo la onda negra se obtiene sumando los valores de desplazamiento en esa posición y ese instante de tiempo.

En términos físicos, las ondas estacionarias son producidas por la interferencia (superposición) de ondas y sus reflexiones (a pesar de que también es posible decir justamente lo opuesto; que una onda viajera es una superposición de ondas estacionarias). La forma geométrica del medio determina cual será el patrón de interferencia, o sea determina la forma f(x, y, z) de la onda estacionaria. Esta dependencia en el espacio es llamada un modo normal. 
Usualmente, en problemas con dependencia continua de (x,y,z) no existe un número determinado de modos normales, en cambio existe un número infinito de modos normales. Si el problema está acotado (o sea está definido en una porción restringida del espacio) existe un número discreto infinito de modos normales (usualmente numerados n = 1,2,3,...). Si el problema no está acotado, existe un espectro continuo de modos normales. 
Las frecuencias permitidas dependen de los modos normales como también de las constantes físicas del problema (densidad, tensión, presión, etc.) lo que determina la velocidad de fase de la onda. El rango de todas las frecuencias normales es por lo general llamado el espectro de frecuencias. Por lo general, cada frecuencia está modulada por la amplitud a la cual se ha generado, dando lugar a un gráfico del espectro de potencia de las oscilaciones. 
En el ámbito de la música, los modos normales de vibración de los instrumentos (cuerdas, vientos, percusión, etc.) son llamados "armónicos".

## Modos normales en mecánica cuántica
En mecánica cuántica, el estado {\displaystyle \ |\psi \rangle } de un sistema se describe por su función de onda {\displaystyle \ \psi (x,t)}, la cual es una solución de la ecuación de Schrödinger. El cuadrado del valor absoluto de {\displaystyle \ \psi } , o sea:
{\displaystyle \ P(x,t)=|\psi (x,t)|^{2}}
es la densidad de probabilidad de medir a la partícula en la posición x al tiempo t.
Usualmente, cuando se relaciona con algún tipo de potencial, la función de onda se descompone en la superposición de autovectores de energía definida, cada uno oscilando con una frecuencia {\displaystyle \omega =E_{n}/\hbar }. Por lo tanto, se puede expresar:
{\displaystyle |\psi (t)\rangle =\sum _{n}|n\rangle \left\langle n|\psi (t=0)\right\rangle e^{-iE_{n}t/\hbar }}
Los autovectores poseen un significado físico más allá de la base ortonormal. Cuando se mide la energía del sistema, la función de onda colapsa en uno de sus autovectores y por lo tanto la función de onda de la partícula se describe por el autovector puro correspondiente a la energía medida.